# Substantive due process
V ústavním právu Spojených států je „substantive due process“ zásada, která umožňuje soudům chránit určitá základní práva před zásahy státu, a to i v případě, že proti nim jinak existuje procesní obrana, nebo i když nejsou tato práva v Ústavě USA výslovně uvedena. Soudy vyvodily základ pro takovou ochranu z ustanovení o řádném procesu (due process clause) v pátém a čtrnáctém dodatku Ústavy, která zakazují federální vládě i vládám jednotlivých států zbavit jakoukoli osobu „života, svobody nebo majetku bez řádného soudního procesu“ („… due process of law“). Zásada „substantive due process“ vymezuje hranici mezi jednáním, které soudy považují za ještě podléhající vládním nařízením nebo legislativě, a jednáním, které už soudy umisťují mimo dosah zásahů státu. Jestli však byl pátý nebo čtrnáctý dodatek zamýšlen právě za tímto účelem, zůstává stále otázkou pro vědeckou diskusi stejně jako pro soudní praxi.
„Substantive due process“ je třeba odlišit od termínu „procedural due process“. Rozdíl vyplývá ze slov „of law“ ve výrazu „due process of law“ (který má základ už Magně chartě libertatum z roku 1215). „Procedural due process“ jako procesní zásada chrání jednotlivce před donucovací mocí státu tím, že zajišťuje, že rozhodování probíhá podle platných zákonů a je spravedlivé a nestranné. Mezi takové prostředky ochrany patří například dostatečné a včasné oznámení o tom, proč je účastník povinen dostavit se před soud nebo správní orgán, právo na nestranné zjištění skutkového stavu a nestranné posouzení sporu a právo na poskytnutí svědectví a předložení příslušných důkazů během slyšení. Naproti tomu „substantive due process“ má věcný obsah, chrání jednotlivce před uzákoněním takové politiky aktuální většiny, která už překračuje ústavní meze státní moci: soudy mohou rozhodnout, že takové zákony, byť je přijala většina, nejsou právem a nelze je jako takové vynucovat bez ohledu na to, zda byl proces přijetí a vynucování zákona spravedlivý či nikoli.
Termín „substantive due process“ byl poprvé výslovně použit ve sbírkách judikatury 30. let 20. století jako kategorické rozlišení vybraných případů spravedlivého procesu a do roku 1952 byl dvakrát zmíněn ve stanoviscích Nejvyššího soudu USA (zejména případ Lochner vs. New York z roku 1905, kde šlo o ochranu smluvní volnosti). Samotný pojem „substantive due process“ se dnes běžně používá dvěma způsoby: nejen k identifikaci konkrétní linie judikatury, ale také k označení konkrétního politického postoje k soudnímu přezkumu podle dvou ustanovení Ústavy o řádném procesu. V mnoha soudních sporech, kde je argumentováno zásadou „substantive due process“, musí právníci dosáhnout konkrétního výsledku ohledně ústavně nevyjmenovaných práv, namísto pouhého napadení právního postupu a jeho účinku. V úspěšných případech však Nejvyšší soud uznává takto ústavně založenou svobodu a považuje zákony, které se snaží tuto svobodu omezit, za nevymahatelné nebo v určitém rozsahu omezené. Kritici těchto rozhodnutí pak obvykle tvrdí, že Ústava pro takovou ochranu nedává textový podklad a že dané svobody by měly být ponechány v kompetenci ostatních politicky odpovědnějších státních mocí.